# Lignariella
Lignariella é um género botânico pertencente à família Brassicaceae.